# Hasičská zbrojnice se sušárnou hadic (Hlučín)

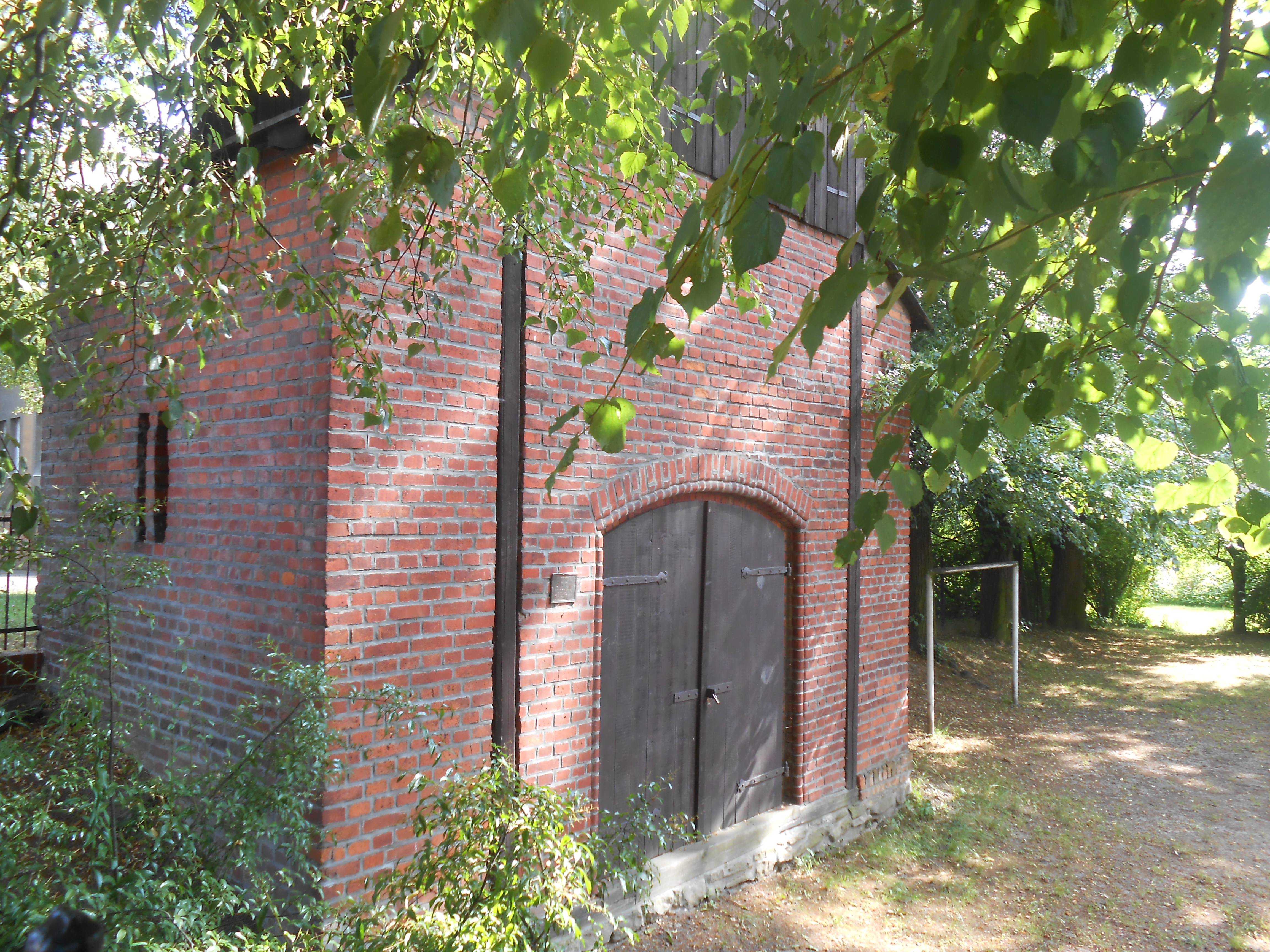
Hasičská zbrojnice-sušárna hadic

Hasičská zbrojnice se sušárnou hadic se nachází na pozemku parc. č. 307 v k. ú. Hlučín, v areálu školy ve Školní ulici. Jde o typologicky jedinečnou stavbu, která dokládá vývoj architektury hasičských zbrojnic na českém území. Sušárna sestává ze střední třípatrové věže završené sedlovou střechou, ke které na okapových stranách přiléhají malá přízemní křídla s pultovými střechami. Přízemí je z režného cihelného zdiva, hrázděné, věž dřevěná, svisle kladené desky bez lištování. Podezdívka je kamenná. Stavba postavená v roce 1886 je od roku 2005 evidovaná jako kulturní památka České republiky pod ev. č. 101398.